# 娄宿增二
白羊座3（娄宿增二，3 Ari，双鱼座VY）一个盾牌座δ变星，视星等为+6.55。虽然它在佛氏命名法中被冠以白羊座，但它实际上位于双鱼座，靠近双鱼座与白羊座的边界。它的变星名称是双鱼座VY。